# Campionati francesi di sci alpino 1976
I Campionati francesi di sci alpino 1976 si disputarono nel Briançonnais; furono assegnati i titoli di discesa libera, slalom gigante, slalom speciale e combinata, sia maschili sia femminili.

## Risultati
| Specialità      | Uomini                | Donne             |
| --------------- | --------------------- | ----------------- |
| Discesa libera  | Jean-Jacques Bertrand | Danièle Debernard |
| Slalom gigante  | Philippe Barroso      | Danièle Debernard |
| Slalom speciale | Roland Roche          | Patricia Emonet   |
| Combinata       | Patrice Ciprelli      | Michèle Jacot     |